# 戶水昇

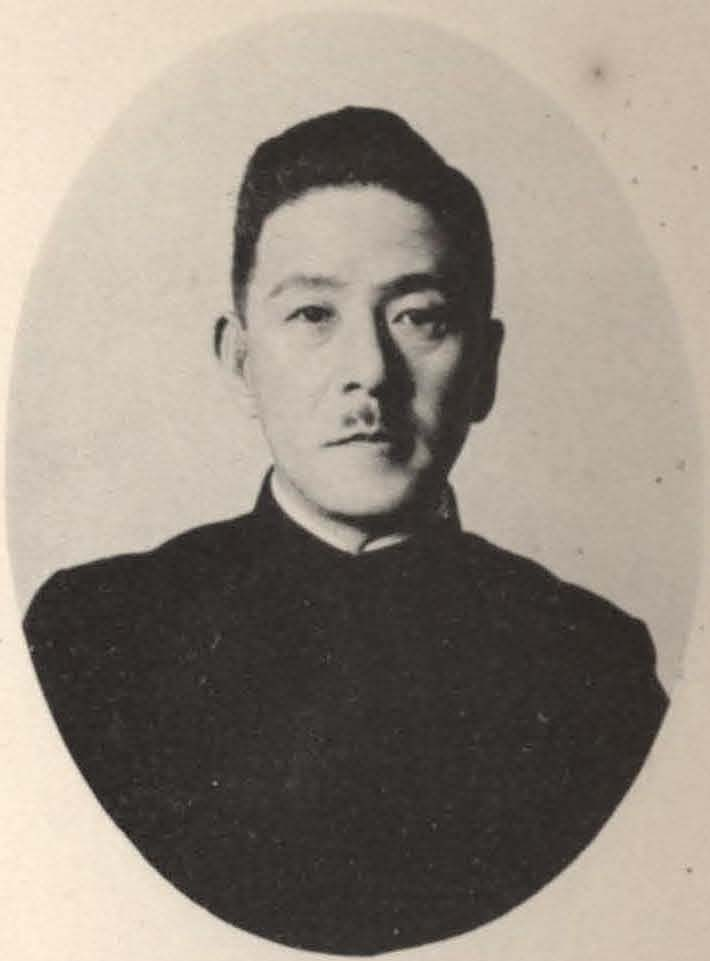
戶水昇

戶水昇（1890年2月16日—1955年），日本石川縣人，昭和初期之政府官員。1939年接替藤田傊治郎為臺灣台北州知事，管轄今臺北市、新北市、宜蘭縣及基隆市等地的行政事務。

## 生平
戶水昇生於日本石川縣鹿島郡，1915年東京帝國大學政治科畢業，翌年高等文官試驗合格，1917年6月擔任臺灣總督府鐵道部書記，因而來臺，1918年5月升任鐵道部事務官，1922年10月轉任遞信部監理課長，兼任替貯金課長。1927年10月兼任簡易保險局書記官。1928年12月前往歐美各國、英屬印度、海峽殖民地視察，1929年10月返臺；1930年1月任殖產局商工局長，兼遞信部監理課勤務、殖產局附屬商品陳列館長、總督府米穀檢查所長；1931年5月擔任總督府交通局參事鐵道部庶務課長兼總務課長，1935年9月轉任臺北州內務部長，1936年3月升任遞信部長，1939年1月任臺北州知事，同年12月辭職；1940年1月任東臺灣電力興業株式會社專務取締役，1942年7月任總督府評議會員:46。